# Aeroports més transitats d'Europa
Llista dels 10 aeroports més transitats d'Europa classificats segons el total de passatgers gestionats per any. Les dades s'obtenen de forma individual per a cada aeroport i normalment provenen de l'autoritat d'aviació civil de cada país o de l'operador de l'aeroport. Els aeroports europeus es defineixen com aquells que estan dins l'espai aeri dels estats membres i candidats del Consell d'Europa.
See source Wikidata query and sources.
| Rànquing (2016) |                                       |                              |                  |            |                    |
| Posició         | Aeroport                              | Serveix                      | Codi (IATA/ICAO) | Passatgers | Evolució 2010-2016 |
| 1.              | Aeroport de Londres-Heathrow          | Londres, Anglaterra          | LHR/EGLL         | 75.671.863 | 00,2%              |
| 2.              | Aeroport de París-Charles de Gaulle   | París, França                | CDG/LFPG         | 65.933.145 | 013,4%             |
| 3.              | Aeroport d'Amsterdam-Schiphol         | Amsterdam, Països Baixos     | AMS/EHAM         | 63.625.664 | 040,7%             |
| 4.              | Aeroport de Frankfurt                 | Frankfurt del Main, Alemanya | FRA/EDDF         | 60.786.937 | 014,7%             |
| 5.              | Aeroport Internacional Atatürk        | Istanbul, Turquia            | IST/LTBA         | 60.119.215 | 087,0%             |
| 6.              | Aeroport Adolfo Suárez Madrid-Barajas | Madrid, Espanya              | MAD/LEMD         | 50.420.583 | 01,1%              |
| 7.              | Aeroport de Barcelona - el Prat       | Barcelona, Catalunya         | BCN/LEBL         | 44.154.693 | 051,2%             |
| 8.              | Aeroport de Londres-Gatwick           | Londres, Anglaterra          | LGW/EGKK         | 43.114.888 | 037,4%             |
| 9.              | Aeroport de Múnic                     | Múnic, Alemanya              | MUC/EDDM         | 42.261.309 | 021,7%             |
| 10.             | Aeroport de Roma-Fiumicino            | Roma, Itàlia                 | FCO/LIRF         | 41.744.769 | 014,9%             |